# Heizkraftwerk Wilmersdorf
Das  Heizkraftwerk Wilmersdorf war ein ölbefeuertes Heizkraftwerk (HKW) im Berliner Ortsteil Schmargendorf des Bezirks Charlottenburg-Wilmersdorf. Es liegt südlich der Ringbahn-Trasse und der parallel hierzu verlaufenden Stadtautobahn (Bundesautobahn 100) an der Forckenbeckstraße 3–6. Das Kraftwerk ging am 1. April 2021 vom Netz und wurde bis Ende 2022 zurückgebaut.

## Kraftwerk Südwest 1911
Bereits ab 1899 begann die Elektricitätswerk Südwest-AG (kurz: E-Werk Südwest AG) mit dem Bau eines ersten Kraftwerks am Tempelhofer Weg in Schöneberg.
Auf dem Wilmersdorfer Areal an der Forckenbeckstraße wurde 1911 das ebenfalls von der E-Werk Südwest AG errichtete zweite Elektrizitätswerk Südwest in Betrieb genommen. Es wurde ab 1910 nach den Entwürfen des Architekten Hans Liepe (1876–1969) gebaut.
Die Elektricitätswerk Südwest-AG wurde im Januar 1938 auf das städtische Versorgungsunternehmen Bewag (damals: Berliner Kraft und Licht AG) verschmolzen. 
Nachdem die Rote Armee im Mai 1945 Berlin erobert hatte, demontierte sie die im zukünftigen Britischen Sektor gelegenen Kraftwerksanlagen weitgehend, bevor die britische Besatzungsmacht dort erscheinen konnte. Die verbleibenden Kraftwerksanlagen gingen 1964 vom Netz.
Das historische Wilmersdorfer Elektrizitätswerk nebst Verwaltungsgebäude (Beamtenhaus und Schalthaus) ist als Gesamtanlage als Baudenkmal geschützt.

## Heizkraftwerk Wilmersdorf 1977
Der Bau des neuen Heizkraftwerks Wilmersdorf begann 1973. Bauherr war das vormalige kommunale Versorgungsunternehmen Bewag. Mit dem Bau des Kesselhauses wurde das Bauunternehmen H. Klammt AG beauftragt. Das Heizkraftwerk wurde 1977 in Betrieb genommen. Die charakteristische Anlage erhielt in den 1980er Jahren einen Architekturpreis.
Am 2. Januar 1992 ereignete sich in einem der drei Blöcke eine Explosion.
In den letzten Jahren vor der Abschaltung diente das Kraftwerk nur noch zur Abdeckung von Spitzenlasten oder als Ersatz für vorübergehend abgeschaltete andere Kraftwerke. Insgesamt lieferte das Kraftwerk in fast 100.000 Betriebsstunden mehr als sechs Millionen Megawattstunden Strom, die thermische Leistung war ausreichend für die Versorgung von 50.000 Haushalten mit Fernwärme.

## Betrieb des Heizkraftwerks
Das 1977 in Betrieb genommene Kraftwerk nach dem Prinzip der Kraft-Wärme-Kopplung wird seit 2024 von der BEW Berliner Energie und Wärme GmbH betrieben.

Bildergalerie
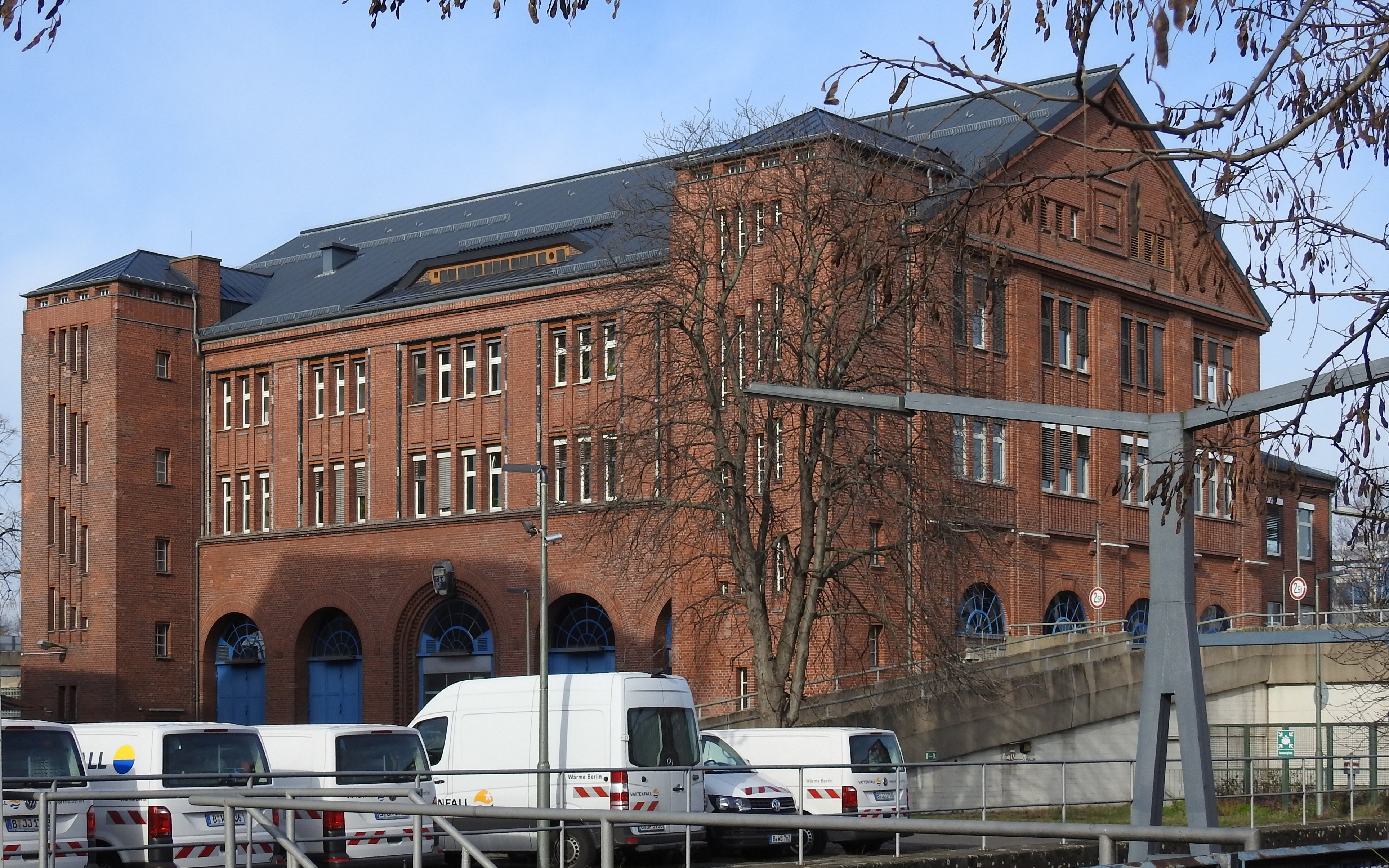
Schalthaus des Elektrizitätswerks Südwest
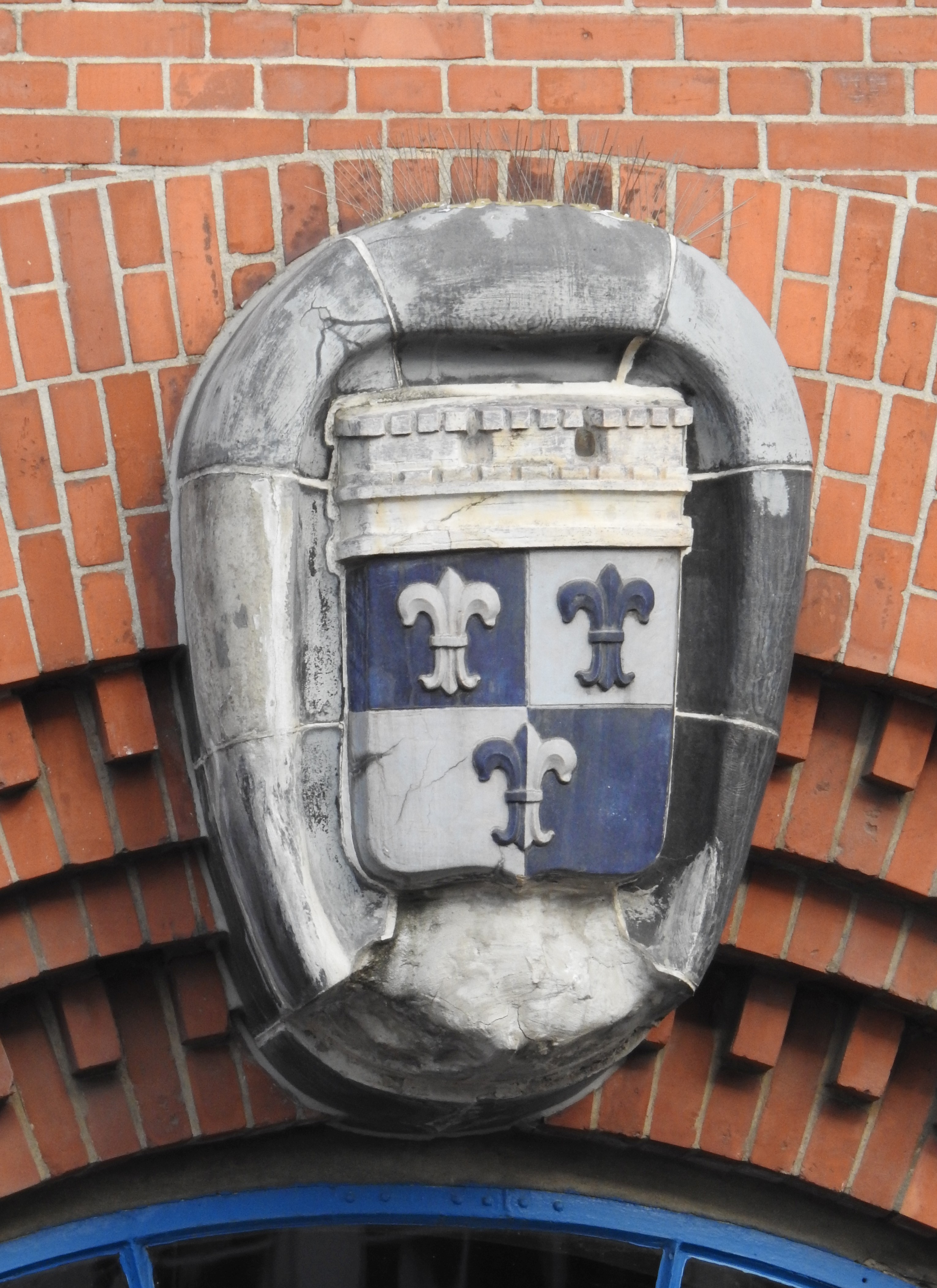
Wilmersdorfer Wappen am Schalthaus
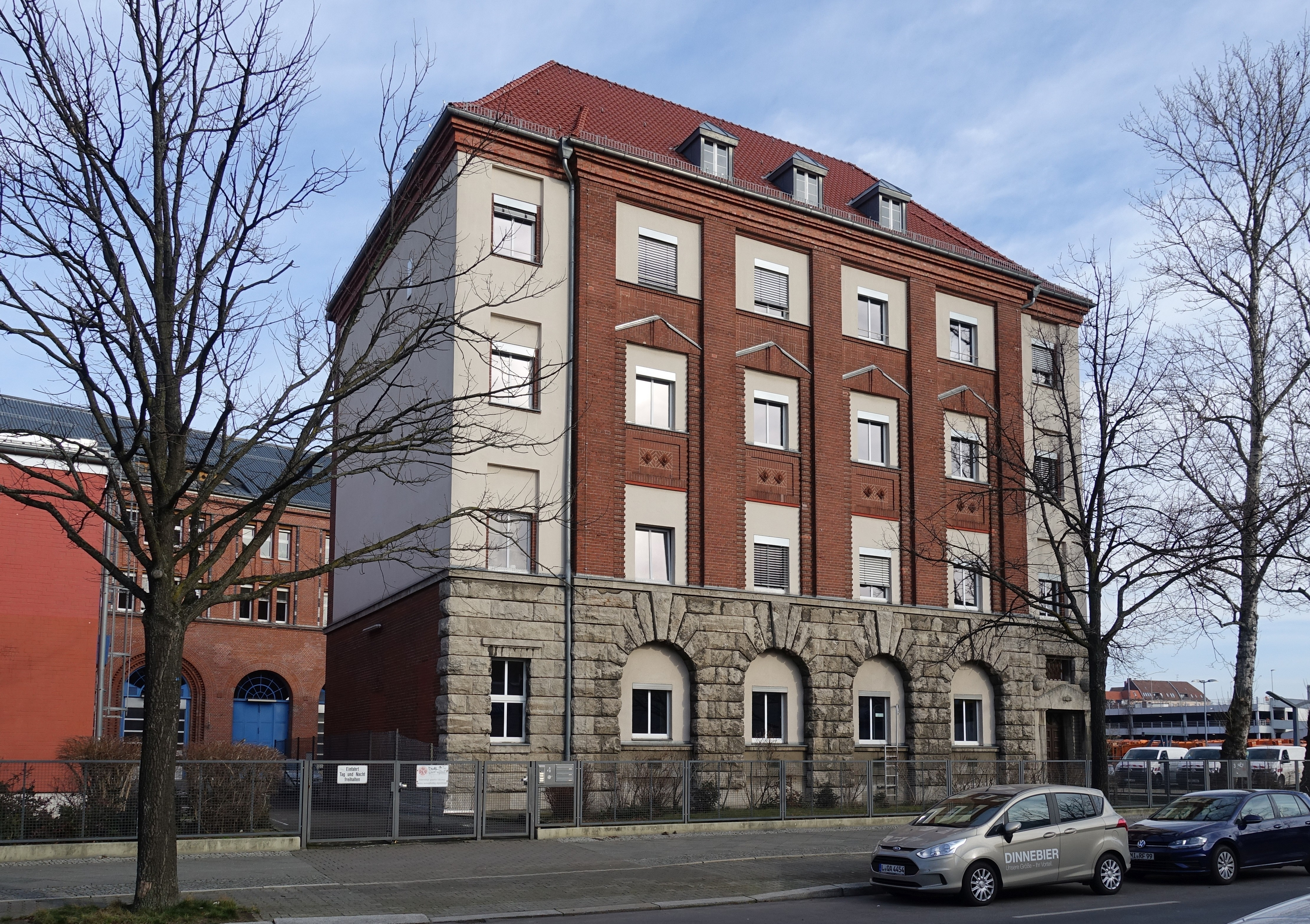
Beamtenhaus des Elektrizitätswerks Südwest
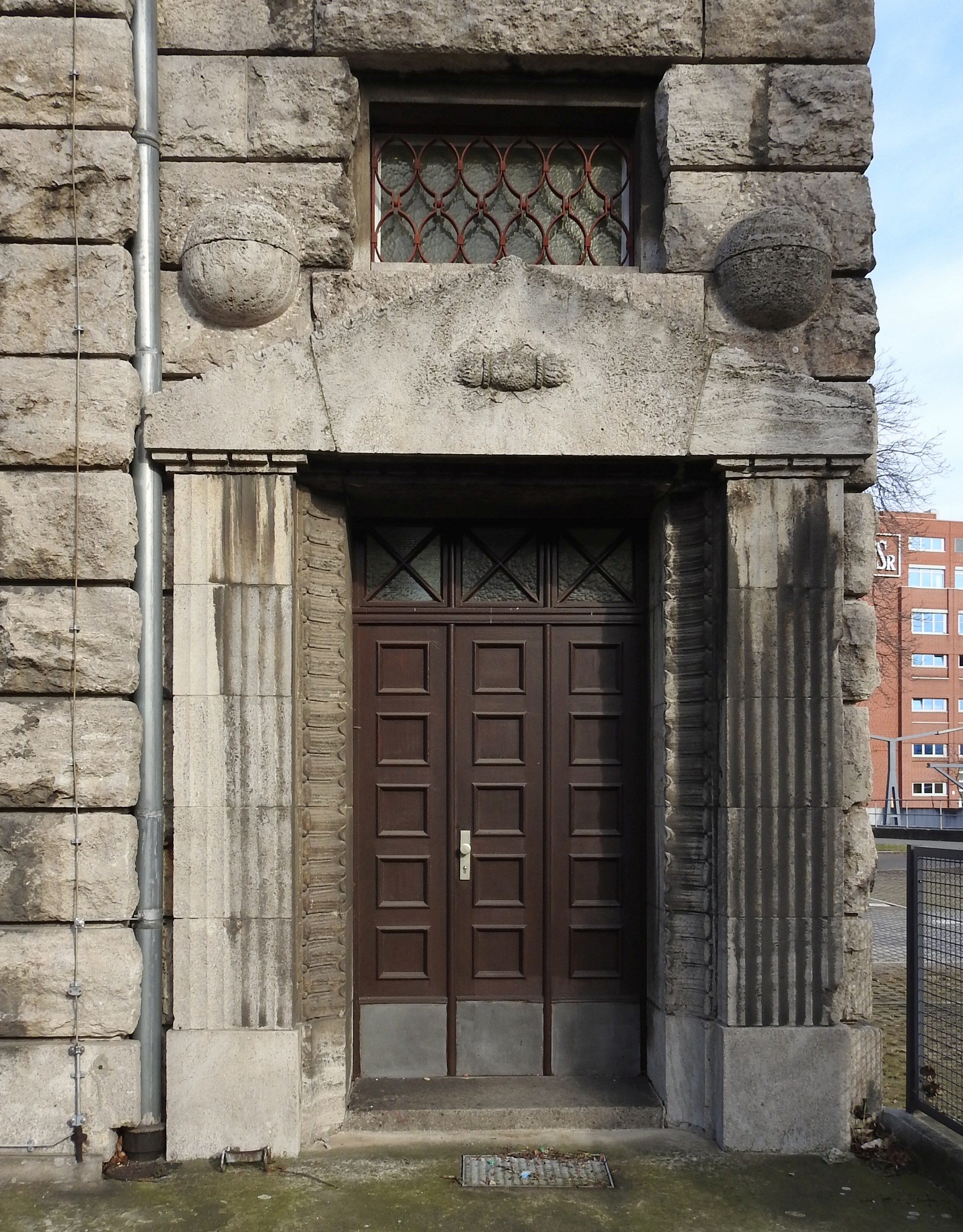
Eingangstür des Beamtenhauses